# Aeroporto di Nouakchott
L'Aeroporto di Nouakchott (in arabo مطار نواكشوط الدولي‎?) (ICAO: GQNN - IATA: NKC) era un aeroporto ubicato a Nouakchott, la capitale della Mauritania, hub della compagnia aerea Mauritania Airways, compagnia di bandiera della nazione africana. Dal 23 giugno 2016 ha cessato le operazioni ed è stato rimpiazzato dal nuovo aeroporto Internazionale di Nouakchott-Oumtounsy.